# Christian Cederholm
Ulf Christian Cederholm, född 24 oktober 1978 i Engelbrekts församling i Stockholm, är en svensk företagsledare och koncernchef för Investor.
Christian Cederholm utbildades till civilekonom vid Handelshögskolan i Stockholm och anställdes 2001 i Investor, där han blev ledamot av ledningsgruppen 2017. I maj 2024 efterträdde han Johan Forssell som vd och koncernchef. Han var dessförinnan chef för Patricia Industries.